# حسين أباد (كتول)
حسین أباد (بالفارسية: حسین‌آباد) هي قرية تقع في إيران في قسم کتول الریفي. يقدر عدد سكانها بـ 400 نسمة .